# Gian Benedetto Mittarelli
Gian Benedetto Mittarelli (né le 2 septembre 1707 à Venise et mort le 14 août 1777 à Murano) est un érudit italien issu de l’ordre des Camaldules.

## Biographie
Gian Benedetto Mittarelli naquit à Venise en 1708. Après avoir terminé ses études, il prit l’habit religieux, et fut chargé par ses supérieurs d’enseigner la philosophie et la théologie au couvent de St-Michel. En 1747 il est élu procureur de sa congrégation. Dans la visite qu’il fit des différents monastères, il recueillit un grand nombre de chartes et de pièces originales et s’ étant associé le P. Ant. Costadoni, l’un de ses élèves, ils rédigèrent les Annales de l’ordre des Camaldules, et les accompagnèrent de dissertations qui jettent un grand jour sur les points les plus importants de l’histoire ecclésiastique et civile de l’Italie au Moyen Âge. D. Mittarelli fut élu, en 1756, supérieur des maisons de son ordre dans la république de Venise, et en 1764 supérieur général de l’ordre, dignité qui l’obligea de fixer sa résidence à Rome. Il y reçut un accueil distingué du pape Clément XIII et de la plupart des membres du Sacré Collège ; mais en quittant ses fonctions, il se hâta de revenir au couvent de St-Michel, dont il était abbé ; il y passa les dernières années de sa vie, partageant son temps entre la prière et l’étude, et mourut le 14 août 1777.

## Œuvres
Ses principaux ouvrages sont :
- Memorie della vita di S. Parisio, monaco camaldolese, e del monastero di SS. Cristina e Parisio di Treviso, etc. , Venise, 1748 ;
- Memorie del monastero di Sta-Trinita, Faenza, 1749 ;
- Annales Camaldulenses ordinis S. Benedicti , ab anno 907 ad ann. 1770, etc., Venise, 1755-1773, 9 vol. in-fol. Ce grand ouvrage est exécuté sur le même plan que les Annales de D. Mabillon.
- Ad Scriptores rerum italicarum Cl. Muratorii accessiones Faventinæ, etc. , ibid. , 1771, in-fol. C’est un recueil d’anciennes chroniques de la ville de Faenza.
- De litteratura Faventinorum sive de viris doctis et scriptoribus urbis Faventinæ, ibid., 1775, in-fol. C’est l’histoire littéraire de Faenza. Andrea Zannoni a publié sur cet ouvrage des observations critiques auxquelles Mittarelli a répondu[1].
- Bibliotheca codicum Mss. S. Michaclis Venetiarum cum appendice librorum impressorum 15 sæculi, ibid., 1779, gr. in-fol. Ce catalogue est estimé.